# 巴尼奥瓦雷斯
巴尼奥瓦雷斯，是西班牙卡斯蒂利亚-莱昂萨拉曼卡省的一个市镇。 总面积51平方公里，总人口435人（2001年），人口密度9人/平方公里。